# Space Invaders Part II
Space Invaders Part II, aussi connu sous le titre Space Invaders Deluxe (Midway Manufacturing Company) et Moon Base (Nichibutsu), sorti en 1980 sur borne d'arcade, est la première suite de Space Invaders. Le jeu a été développé et édité par Taito,. Il a été adapté sur supports familiaux dans les compilations Space Invaders Anniversary, Taito Legends et Taito Memories.